# Elops hawaiensis
Elops hawaiensis (Regan, 1909) è un pesce osseo marino e d'acqua salmastra appartenente alla famiglia Elopidae. 

## Distribuzione e habitat
L'areale di E. hawaiensis comprende l'Indo-Pacifico tropicale e in parte subtropicale eccetto la parte dell'oceano Indiano a ovest del mar delle Andamane. Nel dettaglio lo si trova a nord fino al Giappone meridionale, a sud fino al Nuovo Galles del Sud in Australia e in Nuova Caledonia mentre a est è diffuso in tutta la fascia tropicale dell'oceano Pacifico occidentale e centrale fino alle Hawaii, le isole della Società e le isole Tuamotu.
È strettamente costiero e penetra in lagune ed estuari anche salmastri. Entra anche nei fiumi ma, pur essendo eurialino non si spinge molto in acqua dolce. Comune tra le mangrovie. I giovanili si incontrano frequentemente nel basso corso dei fiumi, già in acqua dolce, in canali e pozze di marea e negli stagni costieri con acqua salata o persino iperalina.
È riportata una distribuzione batimetrica fra 1 e 30 metri.

## Descrizione
Ha corpo allungato, fusiforme solo poco compresso lateralmente. La bocca è ampia e la mascella supera l'occhio, la mandibola è invece sporgente. Occhi grandi, con una palpebra trasparente che li copre parzialmente. La pinna caudale è ampia e profondamente forcuta. Non ci sono raggi spiniformi nelle pinne. Le scaglie sono molto piccole.
La taglia massima è di 120 cm ma di solito non supera i 50 cm. Il peso massimo noto è di 10,1 kg.

## Biologia

### Comportamento
È un nuotatore agile e veloce che si sposta in banchi nell'acqua libera.

### Alimentazione
Predatore, si nutre di crostacei e pesci. È riportata la predazione di giovanili di Chanos chanos.

### Riproduzione
La sua larva, come in tutti gli Elopiformes, è un leptocefalo. La deposizione delle uova avviene lontano dalla costa, le larve dapprima sono pelagiche e trasparenti e si spostano verso le acque costiere durante lo sviluppo per poi penetrare in ambienti riparati anche con acqua dolce o fortemente salata.

## Pesca
Questa specie non ha praticamente nessuna importanza per la pesca commerciale che viene praticata in maniera molto limitata alle Hawaii con l'uso del fucile subacqueo. Viene invece insidiato dai pescatori sportivi soprattutto a spinning con esche artificiali.

## Conservazione
Questa specie ha un vasto areale, non ha interesse commerciale e sembra non essere soggetta a minacce antropiche se non la degradazione delle aree salmastre e a mangrovie. I dati sulle popolazioni di questa specie e sul prelievo sono parziali e per questo la lista rossa IUCN la classifica come "specie insufficientemente conosciuta".